# Pallalcesto Amatori Udine
Pallalcesto Amatori Udine war ein italienischer Basketballverein aus Udine in Friaul-Julisch Venetien. Er spielte von 2000 bis 2009 in der Serie A und anschließend in der LegADue. 2011 meldete der Verein Konkurs an.

## Sponsorennamen
PA Udine wurde in der heutigen Form erst 1999 gegründet und trat immer unter dem Sponsorennamen Snaidero Udine an. Die enge Verbindung mit dem Küchenhersteller Snaidero reicht jedoch wesentlich weiter zurück. Dessen Gründer Rino Snaidero, Vater des heutigen Vereinspräsidenten Edi Snaidero, verhalf bereits dem Vorgängerverein APU Udine durch sein finanzielles Engagement zum sportlichen Aufstieg. Den Sponsorennamen Snaidero Udine trug der Verein bis 1977, anschließend hatte er folgende Sponsorennamen:
- 1977–1980: Mobiam
- 1980–1982: Tropic
- 1983–1984: Gedeco
- 1985–1990: Fantoni
- 1990–1991: Emmezetta
- 1991–1992: Rex
- 1992–1994: Goccia Di Carnia
- 1995–1996: Latte Carso

## Technischer Stab und Spieler

### Technischer Stab
- Trainer Cesare Pancotto
- Assistenztrainer Stefano Comuzzo
- Assistenztrainer Daniele Michelutti
- Präsident Edi Snaidero
- Vizepräsident Alessandro Zakelj
- Vizepräsident Gabriele Drigo
- Manager Mario Ghiacci

### Spieler
Mannschaft der aktuellen Saison 2008/09
| Nummer | Name                     | Nationalität       | Position       | Größe [cm] | Geburtsjahr |
| ------ | ------------------------ | ------------------ | -------------- | ---------- | ----------- |
| 4      | Marco Contento           | Italien            | Guard          | 190        | 1991        |
| 5      | Rashad Anderson          | Vereinigte Staaten | Guard/Forward  | 195        | 1983        |
| 6      | Bernardo Musso           | Italien            | Guard/Forward  | 193        | 1986        |
| 7      | Lorenzo D’Ercole         | Italien            | Guard          | 190        | 1988        |
| 8      | Benjamin Ortner          | Österreich         | Forward/Center | 206        | 1983        |
| 9      | Michele Antonutti        | Italien            | Guard          | 202        | 1986        |
| 10     | Christian Di Giuliomaria | Italien            | Forward/Center | 210        | 1979        |
| 12     | Héctor Romero            | Venezuela          | Forward        | 202        | 1980        |
| 14     | Óscar Torres             | Venezuela          | Guard/Forward  | 195        | 1976        |
| 16     | Marco Maganza            | Italien            | Forward        | 200        | 1991        |
| 18     | Alejandro Gómez          | Spanien            | Forward/Center | 204        | 1972        |
| 19     | Jermaine Jackson         | Vereinigte Staaten | Guard          | 195        | 1976        |
|        | Attilio Caja             | Italien            | Trainer        |            | 1961        |

Stand: 3. November 2008